# کوه ایلانی
کوه ایلانی (به اسپانیایی: Illani) یک کوه در پرو است که در Peru, Puno Region واقع شده‌است. کوه ایلانی ۵٬۰۰۰ متر بالاتر از سطح دریا واقع شده‌است.